# Forte Ghijsselingh
O forte Ghijsselingh (ou ainda Giselingh, ou Ghijselin) foi uma das no litoral sul do atual estado de Pernambuco, no Brasil. Foi uma construção colonial do século XVII, localizada no atual Porto de Suape, na ilha então denominada de Walcheren, ao sul do cabo de Santo Agostinho. Constituiu-se em uma das  fortificações de campanha erguidas no contexto das Invasões holandesas do Brasil (1630 – 1654) por forças neerlandesas. O forte não sobreviveu ao conflito.

## Origem do nome
O Forte Ghijsselingh foi nomeado em homenagem a Johan Ghijsselingh, membro do Alto e Secreto Conselho que governava o Brasil Neerlandês conduzindo os assuntos relativos ao Estado, ao governo civil e à Guerra.

## História
Acerca do Forte Ghijsselingh, assim denominado em homenagem a Johan Ghijsselingh, Maurício de Nassau, no seu “Breve Discurso” de 14 de janeiro de 1638, sob o tópico “Fortificações”, reporta:
"O forte Ghijselin, que fica defronte [ao Forte do Pontal], sobre uma ilha, tem sido também de tal modo minado pelo mar que, apesar das fortes sapatas que existem diante dele, e têm sido sempre renovadas, a bateria e toda a frente caíram. Como, depois da conquista de todo o Cabo, não tinhamos mais necessidade deste forte, e somente servia para ser inutilmente guarnecido e trazer gente ociosa, resolvemos por último esbulhá-lo de tudo e deixar que o mar o consumisse à sua vontade."
Essa informação remete a provável existência dessa fortificação à ofensiva neerlandesa de 1632-1635, sendo abandonada depois disso.
Gaspar Barléu (1974), descrevendo os feitos do Conselheiro Neerlandês, confunde este com o Forte do Pontal: "Não foi menos valoroso João Gisseling. (...) Marchara também contra (...) as terras do Cabo de Santo Agostinho, onde se apoderou do forte do Pontal, que ainda hoje lhe guarda o nome." (op. cit., p. 126)

## Mapa

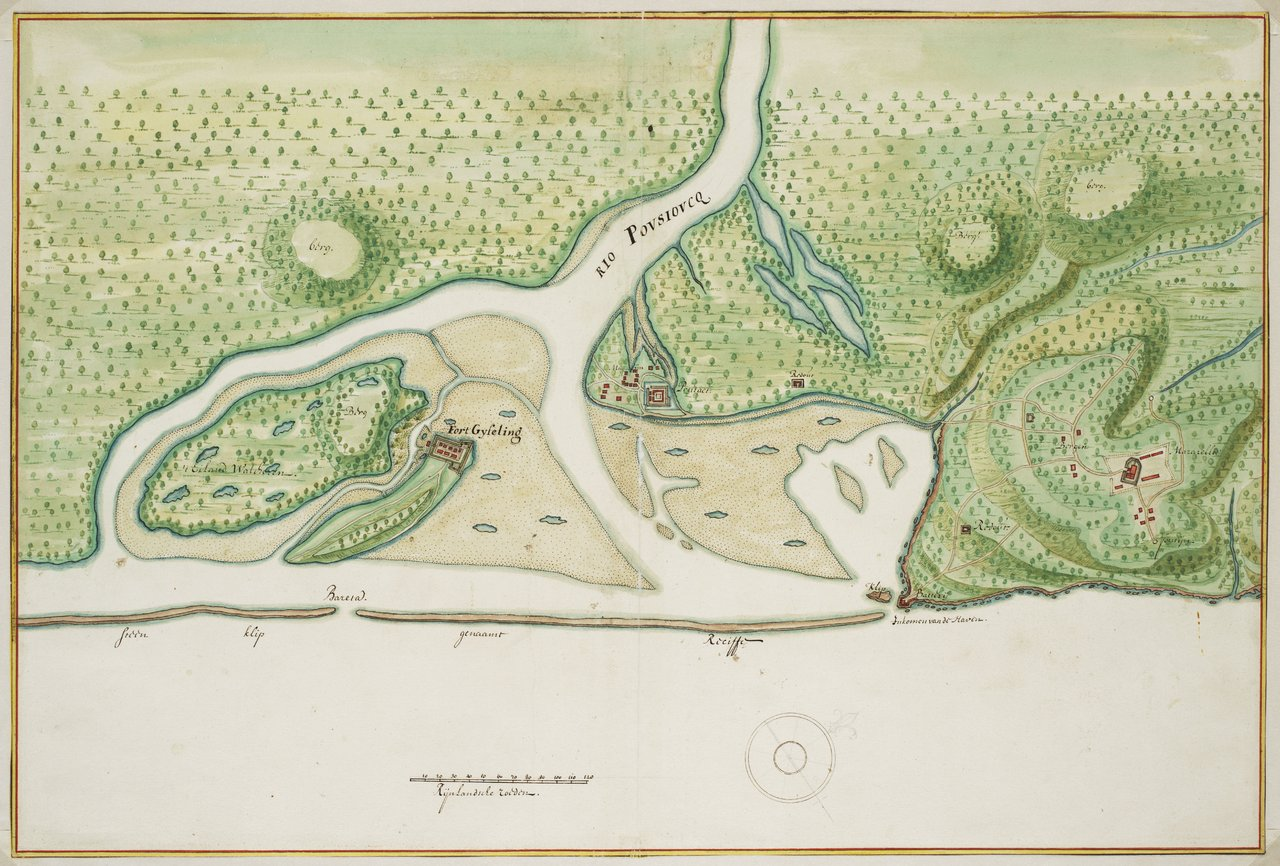
Mapa de 1665 da região do Porto de Suape mostrando o Forte Ghijsselingh e outras fortificações holandesas.